# 小托克馬奇卡
小托克馬奇卡（烏克蘭語：Мала Токмачка），是烏克蘭東南部扎波羅熱州波洛希區小托克马奇卡市镇内的村落及其行政中心。始建於1783年，面積8.04平方公里，海拔高度68米，2001年人口3,037，人口密度每平方公里377.6人。當地有青銅器時代和萨尔马提亚時代的墳墓。
乌克兰大饥荒期間，當地有293人死亡。2022年9月7日，當地遭到俄羅斯發射的BM-21火箭炮襲擊，造成3人死亡、7人受伤。